# Districte de Lamu
El districte de Lamu (Lamu District) és una divisió administrativa de segon nivell de Kenya, dins la província Costanera. La capital és la ciutat de Lamu a l'illa de Lamu. L'arxipèlag de Lamu forma part del districte junt amb una franja de terra continental. La superfície és de 6.167 km² i la població de 72.686 habitants (1999)
| Subdivisions administratives del districte |           |                  |             |
|                                            |           |                  |             |
| Divisió                                    | Població* | Població urbana* | Capital     |
| Amu                                        | 17.310    | 12,839           | Lamu        |
| Faza                                       | 7.474     | 0                | Faza        |
| Hindi                                      | 7.072     | 1.335            |             |
| Kiunga                                     | 3.310     | 0                | Kiunga      |
| Kizingitini                                | 6.010     | 0                | Kizingitini |
| Mpeketoni                                  | 25.530    | 773              | Mpeketoni   |
| Witu                                       | 5.980     | 1.322            | Witu        |
| Total                                      | 72.686    | 16.269           | -           |
| * Cens 1999.                               |           |                  |             |